# Bror min och jag
Bror min och jag är en svensk dramakomedifilm från 1953 i regi av Ragnar Frisk.

## Handling
Gus och Holger studerar i Uppsala. De har problem med ekonomin, eftersom de ligger efter med hyran. De har blivit lovade pengar från sin morbror, men i stället för pengar får de reda på att morbrodern försatts i konkurs. Samtidigt kommer hyrestanten (Julia Cæsar) och begär betalt för tre månaders hyra, 350 kr senast i morgon. För att lösa krisen beger sig Gus och Holger till arbetsförmedlingen, båda får jobb, Holger får plats som kemilärare på Sanders flickinternat medan Gus byter till sig jobbet som gymnastiklärare vid samma flickinternat med en annan arbetsökande, kapten Bergström. Det visar sig att kapten Bergström är en efterspanad sol- och vårare, eftersom Gus är anställd under hans namn beslutar sig Gus och Holger för att rymma.

## Om filmen
Filmen fick sin urpremiär i Borås och Eskilstuna 1953 medan publiken i Stockholm fick vänta till maj 1954.

## Rollista
- Gus Dahlström - Gus, kandidat
- Holger Höglund - Holger, kandidat
- Anna-Lisa Baude - Vera Sanders, rektor vid Sanders flickinternat
- John Botvid - pantlånaren
- Rut Holm - fröken Andersson, internatskolans alltiallo
- Artur Rolén - X-mannen, privatdetektiv
- Erna Groth - Hettie Karlsson, elev på flickinternatet
- Gunnar "Knas" Lindkvist - kapten Bergström, sol och vårare
- Busk Margit Jonsson - Solveig Berndtsson, elev på flickinternatet
- Carl-Gunnar Wingård - Karl Oskar Pettersson, Gus och Holgers morbror
- Julia Cæsar - Gus och Holgers hyresvärdinna

## Musik i filmen
- Gaudeamus igitur, latinsk text 1781 C.W. Kindleben, instrumental.
- Helan går, instrumental
- Hjärtedrömmar (Tänk om du vore lika kär i mig), kompositör Gus Dahlström, text Gus Dahlström och Arne Ossian, sång Busk Margit Jonsson
- Trallar en, trallar alla, kompositör Gus Dahlström, text Gus Dahlström och Arne Ossian, sång Gus Dahlström och Holger Höglund
- Storm och böljor tystna ren, kompositör och text Carl Michael Bellman, instrumental
- Positivvisa (När det svänger i det gamla positivet), kompositör Gus Dahlström, text Gus Dahlström och Arne Ossian, sång Margret Jonsson